# Lepturges curvilinea
Lepturges curvilinea es una especie de escarabajo longicornio del género Lepturges, categorizada en la tribu Acanthocinini, de la subfamilia Lamiinae. Fue descrita por Gilmour en 1959.

## Descripción
Mide 6-11,5 mm de longitud.

## Distribución
Se distribuye por Bolivia y Perú.